# Regno di Axum
Il Regno di Axum o Aksum (in lingua Ge'ez አክሱም) fu un importante regno commerciale situato nell'Africa orientale, che crebbe a partire dal periodo proto-axumita nel IV secolo a.C. ca., e raggiunse l'apice della sua potenza e ricchezza verso il I secolo d.C.. Grazie alla sua favorevolissima posizione, fu profondamente coinvolto nei commerci tra l'India ed il Mediterraneo orientale. Nel III secolo d.C. Axum iniziò ad allargare il proprio raggio d'azione all'Arabia meridionale, controllando a più riprese la regione occidentale di Tihama.
Nella stessa epoca, cominciò a battere moneta propria e fu considerata da Mani, padre della religione manichea, come uno dei quattro stati più potenti del mondo, assieme a Roma, Persia, e Cina.
Il primo sovrano del regno a convertirsi al cristianesimo fu Ezanà  nel 325 o 328. Il Regno cristiano di Axum fu il primo Paese nella storia a rappresentare il simbolo della croce sulla propria valuta. Durante il periodo di massima espansione, avvenuta con la vittoria sul Regno di Meroé (350 d.C.), Axum divenne la potenza egemone nell'Africa orientale, giungendo a controllare Etiopia, Eritrea, Sudan settentrionale, Egitto meridionale, Gibuti, Somalia occidentale, Yemen ed il sud dell'attuale Arabia Saudita, per un totale di 1,25 milioni di km². Dopo una seconda età dell'oro all'inizio del VI secolo, il regno entrò in un lento ma inesorabile declino, come dimostra la cessazione di produzione monetaria avvenuta nel VII secolo. La totale dissoluzione si ebbe con l'invasione della regina ebrea (o forse pagana) Gudit (conosciuta anche con il nome di Giuditta) nel IX-X secolo, che fece sprofondare l'intera regione in un periodo buio del quale si sa davvero poco, fino alla venuta della dinastia Zagwe.

## Origini
Fino a non molto tempo fa si pensava che Axum fosse stato fondato dai Sabei, popolo di lingua semitica, che avrebbero attraversato il Mar Rosso dall'Arabia meridionale (odierno Yemen); la maggior parte degli studiosi, però, sono concordi nell'affermare che il regno sorse a seguito di un forte sviluppo della regione e della popolazione indigena. Stuart Munro-Hay, esperto del settore, punta all'esistenza del più antico regno D'mt (o Da'amot), precedente a qualsiasi migrazione sabea del IV o V secolo, tanto più che questi ultimi si stanziarono in Etiopia per non più di pochi decenni. Inoltre, si sa che il Ge'ez, l'antica lingua semitica dell'Etiopia, non deriva dal Sabeo, e ci sono numerose testimonianze di un linguaggio semitico nella regione etiope ed eritrea già a partire dal 2000 a.C. L'influenza culturale di questa popolazione immigrata fu dunque limitata a poche zone, e fu assorbita in meno di un secolo dal regno di D'mt o di un qualche stato proto-axumita. A complicare le cose, si aggiunge una città chiamata Saba, anticamente situata in Etiopia, che sembra non ospitasse alcun insediamento sabeo.

## Geografia
Al culmine della sua potenza, il regno di Axum si estendeva attraverso zone dell'odierna Eritrea, dell'Etiopia, dello Yemen, dell'Arabia Saudita meridionale, della Somalia occidentale, del Gibuti e del Sudan settentrionale. La capitale era Axum, oggi situata nella zona settentrionale dell'Etiopia. Altre città importanti erano Yeha, Hawulti, Matara, Adulis e Qohaito, le ultime tre delle quali si trovano oggi in Eritrea.

## Struttura sociale
La popolazione axumita rappresentò una mescolanza di genti parlanti lingue assai differenti, come quella cuscitica e quella semitica.
I re axumiti avevano il titolo ufficiale di ነገሠ ፡ ነገሠተ ngś ngśt - re dei re (una vocalizzazione più tarda ci viene dal Ge'ez ንጉሠ ፡ ነገሥት nigūśa nagaśt, mentre la pronuncia nella moderna lingua etiope è negūs neghesti). I sovrani axumiti fecero inoltre risalire il proprio lignaggio a Davide, Salomone e alla regina di Saba. Questa discendenza reale ed il titolo furono successivamente rivendicati ed usati da tutti gli imperatori d'Etiopia.

## Relazioni estere ed economia
Axum commerciò con India e Roma (successivamente con l'Impero bizantino), esportando avorio, carapaci di tartaruga, oro e smeraldi, ed importando seta e spezie. La possibilità di accedere tanto al Mar Rosso quanto all'alto corso del fiume Nilo, rese possibile alla potente flotta commerciale del regno di trarre grossi profitti dal commercio con numerosi stati dell'Africa (come la Nubia), dell'Arabia (come lo Yemen), e dell'Estremo Oriente. 
Nel III secolo d.C., Axum sottomise svariati Stati arabi tributari al di là del Mar Rosso, e conquistò l'Etiopia settentrionale. Dal 350, ebbe inizio la conquista del Regno di Kush. Gli axemiti, sotto il governo del sovrano Kālēb, nel 525 conquistarono lo Yemen, da dove però fu scacciati nel 575 dai persiani a seguito della cosiddetta guerra etiopico-persiana.
Axum rimase un potente impero e una potenza commerciale fino alla nascita dell'Islam nel VII secolo. Comunque, poiché gli Axumiti diedero asilo e protezione ai primi seguaci di Maometto, i musulmani non cercarono mai di rovesciare il regno, anche quando diffusero la loro religione in tutta l'Africa settentrionale. Tuttavia, all'incirca verso il 640, il secondo Califfo "ortodosso" 'Omar ibn al-Khattāb (reg. 643-644) inviò una spedizione navale contro Adulis, ma fu sconfitto.
Anche la potenza navale axumita declinò parallelamente allo sfaldamento del regno, benché nel 702 i pirati axumiti fossero stati capaci di invadere la regione araba del Hijaz e di occupare Jedda. Nel parapiglia che ne seguì, comunque, Sulayman ibn Abd al-Malik riuscì a strappare ad Axum l'arcipelago di Dahlak, che da quel momento in poi si convertì all'Islam, sebbene nel IX secolo tornasse nella sfera d'influenza africana in qualità di Stato vassallo dell'Impero d'Etiopia.
Successivamente, il mondo arabo-islamico, avendo preso il pieno controllo di tutto il Mar Rosso e di gran parte del corso del Nilo, costrinse il sempre più debole regno axumita all'isolamento economico. Comunque, quest'ultimo continuò ad avere rapporti molto buoni con tutti i vicini musulmani. Due Stati cristiani a nord-ovest di Axum, Maqurra e Alwa (nell'odierno Sudan), sopravvissero fino al XIII secolo, quando furono costretti a diventare musulmani a seguito di una invasione. Axum rimase comunque non toccato dai movimenti islamici in Africa.

## Innovazioni culturali

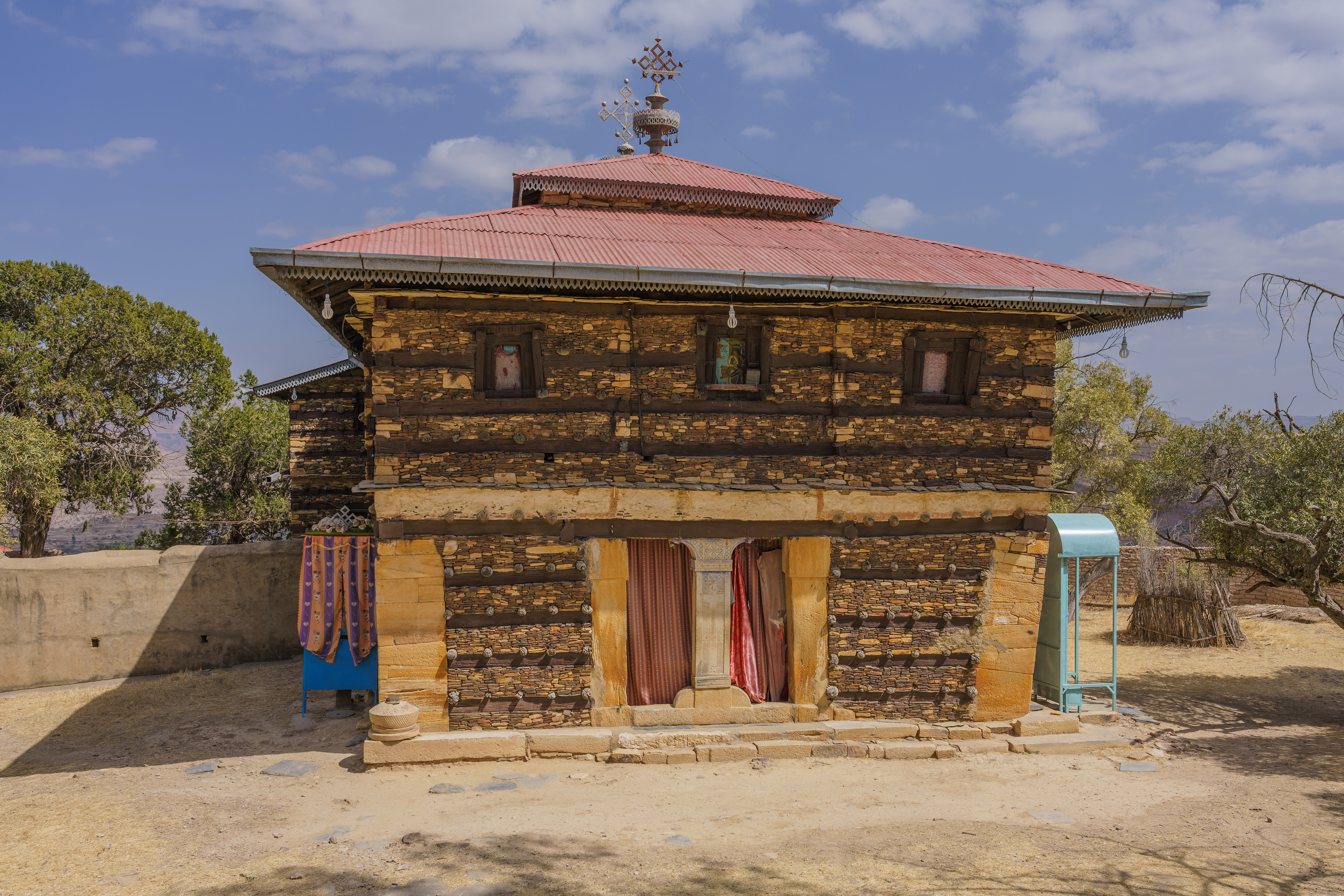
Tipica architettura axumita - Il monastero di Debre Damo.

Il regno di Axum è degno di nota per un gran numero di innovazioni culturali, come lo sviluppo di un alfabeto proprio, il ge'ez. Inoltre, attorno a 3 700 anni fa, furono eretti numerosi obelischi giganti per segnare la posizione di tombe sotterranee appartenute a re e nobili. La più famosa di queste imponenti costruzioni è nota come obelisco di Axum.
Sotto re Ezana, il regno adottò il cristianesimo al posto della vecchia religione politeista e del diffusissimo ebraismo (325). La Chiesa ortodossa etiope (o Abissina) è ancora attiva ai nostri giorni. Dallo scisma con Roma che seguì il concilio di Calcedonia (451), è divenuta una delle più importanti Chiese monofisite, e sia i testi sacri sia la liturgia sono ancora in lingua ge'ez. La cristianità axumita potrebbe essere una delle maggiori cause della nascita della leggenda riguardante Prete Gianni, un mitico sovrano cristiano nel cuore dell'Africa arabo-islamica.
Secondo la tradizione, un ragazzo straniero di nome Frumenzio (certamente proveniente dall'Impero romano) divenne schiavo della corte reale, e, più tardi, tutore dei figli del re. Quando il negūs neghesti morì, la regina chiese a Frumenzio di aiutarla a governare su Axum. Dopo aver declinato la proposta, promise di rinunciare alla libertà fin quando il maggiore dei principi, Ezana, non fosse stato abbastanza maturo per poter salire al trono. Frumenzio fece costruire un certo numero di chiese cristiane, e, quando Ezana divenne re, convinse il giovane sovrano ad adottare il cristianesimo. La tradizione di avere uno schiavo come precettore dei figli, rimase per molti secoli all'interno della casa reale.
Axum fu uno stato cosmopolita e culturalmente importante. Fu luogo d'incontro per una grande varietà di culture: Egiziana, Nubiana, Araba ed Indiana. Le maggiori città axumite erano una commistione di cristiani, ebrei, musulmani ed anche minoranze buddhiste.
Il regno di Axum fu anche il primo Stato africano a battere moneta propria. Dal regno del re Endubis a quello di Armah (approssimativamente dal 270 al 610 d.C.) furono coniate valute in oro ed argento. Quest'attività era in età antica, oltre che alquanto redditizia, un atto di grande importanza politica, perché era segno che l'Etiopia si considerava alla pari con i grandi regni coevi (Bisanzio, il Califfato arabo). La presenza di moneta, inoltre, semplificava gli scambi ed aveva funzione propagandistica.

## Il declino
Axum cominciò a declinare nel VII secolo, e la popolazione fu costretta a trasferirsi più all'interno nella regione montuosa, per essere definitivamente sconfitta verso il 950. Le cronache etiopi riportano che una regina ebrea di nome Gudit o Yodit (che significa Giuditta ma anche Demone) distrusse il regno e ne bruciò tutte le chiese e le Sacre Scritture; ma mentre sono storicamente attestati sia l'invasione straniera sia il rogo dei luoghi di culto copti, l'esistenza di questa terribile sovrana è stata recentemente messa in discussione da alcuni studiosi. Un'altra possibilità è che il potere axumita terminasse a causa di una regina pagana chiamata Beni al-Hamwiyah, forse della tribù al-Damutah o Damoti. Dopo questo periodo, al regno axumita successe la dinastia Zagwe nell'XI o XII secolo, anche se il loro regno fu molto più limitato in grandezza ed influenza. Comunque, Yekuno Amlak, che uccise l'ultimo re Zagwe e fondò la moderna dinastia Salomonica, fece discendere la propria stirpe direttamente dall'ultimo monarca di Axum, Dil Na'od.